# 酒井健治 (作曲家)
酒井 健治（さかい けんじ、1977年8月6日 - ）は、日本の現代音楽の作曲家。

## 経歴
大阪府池田市生まれの兵庫県育ち。幼少の頃よりピアノを学び、後に久保洋子、近藤圭に師事し作曲を学ぶ。1996年、京都市立芸術大学音楽学部作曲科に入学。松本日之春、前田守一に師事して作曲を学び、2000年に卒業した。大学在学中の1999年の京都・国際音楽学生フェスティバルにて、財団法人ロームミュージックファンデーションから作曲を委嘱された作品が初演されている。
2002年、フランスに渡り、フランス国立パリ高等音楽院作曲科に入学。2004年からは文化庁新進芸術家海外留学研修員として国の援助を受ける。作曲をマルコ・ストロッパに、電子音楽をルイス・ナオンに、楽曲分析をミカエル・レヴィナスに師事して学び、2006年、作曲科をトレ・ビアン（一等賞）で卒業した。在学中、音楽講習会（サントル・アカント、ロワイヨモン）に参加し、講習会のために書いた作品が初演されている。その後ジュネーヴ音楽院作曲科にも在籍し、ミカエル・ジャレルの元で研鑽を積み、2008年に最優秀の成績で卒業。2014年以降はアマティ音楽事務所に所属し、2023年から京都市立芸術大学で准教授として、2025年より教授として後進の指導に当たっている。

## 受賞歴
- 2000年 - 京都市立芸術大学音楽学部賞
- 2000年 - 京都市立芸術大学京都音楽協会賞
- 2001年 - 日本音楽コンクール作曲部門入選
- 2002年 - 日本音楽コンクール作曲部門入選
- 2007年 - ジョルジュ・エネスク国際コンクール作曲（管弦楽）部門グランプリ。
- 2009年 - 武満徹作曲賞（審査員ヘルムート・ラッヘンマン）第1位。
- 2010年 - Art Mentor Foundation Lucerne Award
- 2010年 - 芥川作曲賞ノミネート
- 2011年 - エリザベート王妃国際音楽コンクール作曲部門グランプリ。
- 2012年 - 文化庁特別表彰
- 2013年 - Georges Wildenstein Prize
- 2013年 - 第23回芥川作曲賞受賞（「ヴァイオリンとオーケストラのための協奏曲」により）。
- 2015年 - 若手作曲家のためのメディチ荘滞在制度（ローマ賞受賞と紹介されることがあるが、ローマ賞は1968年に廃止されており、酒井が受賞したという事実は存在しない）

## 奨学金
- 2004年 - 文化庁新進芸術家海外留学研修員選出
- 2003年 - 財団法人ロームミュージックファンデーション研修生
- 2005年 - 財団法人ロームミュージックファンデーション研修生
- 2006年 - 財団法人ロームミュージックファンデーション研修生[7][8][9]

## 主要作品
- 『日本民謡によるパラフレーズ』（財団法人ロームミュージックファンデーションからの委嘱により制作）
- 『淀む時間の層状』（第70回日本音楽コンクール入選作）
- 『忘却の記憶〜エドモン・ジャベス賛』（第71回日本音楽コンクール入選作)
- 『ヘキサゴナル・パルサー』（2009年度 武満徹作曲賞 第1位受賞作)
- 『ヴァイオリンとオーケストラのための協奏曲』（2011年度 エリザベート王妃国際音楽コンクール作曲部門グランプリ受賞作・第23回芥川作曲賞)
- 『デチューン　吹奏楽のための』（名古屋フィルハーモニー交響楽団・東京佼成ウインドオーケストラの共同委嘱）

## 関連人物
- 成田達輝（酒井の作品で同コンクールのバイオリン演奏の部に準優勝）